# Манилівське
Мани́лівське — село в Україні, у Глобинській міській громаді Кременчуцького району Полтавської області. Населення становить 142 особи. До 2020 орган місцевого самоврядування — Куп'єватівська сільська рада. Окрім Манилівського, сільській раді були підпорядковані с. Куп'євате, с. Демидівка, с. Лукашівка, с. Майданівка.

## Географія
Село Манилівське знаходиться за 1 км від села Демидівка. Селом протікає пересихаючий струмок із запрудою.

## Історія
12 червня 2020 року, відповідно до розпорядження Кабінету Міністрів України № 721-р «Про визначення адміністративних центрів та затвердження територій територіальних громад Полтавської області», село увійшло до складу Глобинської міської громади.
19 липня 2020 року, в результаті адміністративно - територіальної реформи та ліквідації Глобинського району, село увійшло до складу новоутвореного Кременчуцького району.

## Населення
Населення станом на 1 січня 2011 року становить 142 особи.
- 2001 — 161
- 2011 — 142 жителі

### Мова
Розподіл населення за рідною мовою за даними перепису 2001 року:
| Мова       | Кількість | Відсоток |
| ---------- | --------- | -------- |
| українська | 156       | 96.89%   |
| російська  | 5         | 3.11%    |
| Усього     | 161       | 100%     |